# Bojti Imre
Bojti Imre (Karcag, 1909. augusztus 31. – Budapest, 1957. január 12.) honvéd őrnagy, szövőgyári munkás.

## Élete
A második világháborúban szovjet hadifogságba került, ahonnan 1947-ben tért haza. Belépett az MKP-be, majd a Győri Vagongyár, később pedig a Graab-féle textilgyár munkatársa volt. Tiszti iskolában kezdett tanulni, majd elvégezte a Zrínyi Akadémiát. Őrnagyi fokozatot nyert, 1953-ban szerelt le. 1953 és 1956 között az Építésügyi Minisztérium egyik vállalatának volt a műszaki vezetője, az 1956-os eseményeket követően karhatalmi szolgálatra jelentkezett, és őrnagyi rangban harcolt. Szolgálatteljesítés közben lőtték agyon a budapesti Szabadság tér közelében.

## Emlékezete
Az ő nevét viselte Budapest XI. kerületében 1978 és 1991 között a mai Erőmű utca.